# 假面騎士聖刃 + 機界戰隊全開者 超級英雄戰記
《假面騎士聖刃 + 機界戰隊全開者 超級英雄戰記》（日语：セイバー+ゼンカイジャー スーパーヒーロー戦記）為假面騎士系列作《假面騎士聖刃》與超級戰隊系列作《機界戰隊全開者》的跨界劇場版，同時也是《假面騎士系列》50週年和《超級戰隊系列》第45作品的聯動紀念作，日本於2021年7月22日上映。中國大陸由於《假面騎士系列》的代理商新創華暫無《超級戰隊系列》的代理權，本作無緣在中國大陸播出。

## 本作特色
- 本作為《假面騎士系列》誕生50週年及《超級戰隊系列》第45部作品的共同紀念電影作品。
- 本作為自《假面騎士×超級戰隊 超級英雄大戰》以來，《假面騎士系列》與《超級戰隊系列》兩大特攝系列第六次於長篇劇場版同台演出，取代兩個系列在夏季的獨立劇場版[4]。
- 本作預定登場37名假面騎士與46名超級戰隊主戰士[5]，總共83名超級英雄[6][7]。
- 本作繼《真假面騎士 序章》、《假面騎士ZO》、《劇場版 假面騎士Agito Project G4》、《劇場版 假面騎士KABUTO God Speed Love》、《OOO·電王·All Riders Let's Go 假面騎士》、《劇場版 假面騎士OOO WONDERFUL 將軍與21枚核心硬幣》、《假面騎士×假面騎士 Fourze & OOO MOVIE大戰MEGA MAX》、《假面騎士1號》、《劇場版 假面騎士Ghost 100個眼魂與Ghost命運的瞬間》及《假面騎士平成Generations Dr.Pac-Man對EX-AID&Ghost with 傳說騎士》後，東映第11部為紀念《假面騎士系列》誕生的電影作品。
- 本作繼《百獸戰隊牙吠連者VS超級戰隊》、《劇場版 百獸戰隊牙吠連者 火之山，怒吼吧》、《轟轟戰隊冒險者 THE MOVIE 最強的密寶》、《轟轟戰隊冒險者VS超級戰隊》、《豪快者 護星者 超級戰隊199英雄大決戰》、《海賊戰隊豪快者 The Movie 飛天幽靈船》、《劇場版 動物戰隊獸王者 心跳不已 馬戲團恐慌！》、《劇場版 動物戰隊獸王者 VS 忍忍者 來自未來的訊息 from 超級戰隊》、《歸來的動物戰隊獸王者 納命來吧! 地球王者決定戰》及《機界戰隊全開者 THE MOVIE 赤色戰鬥！全戰隊大集會！！》後，東映第11部為紀念《超級戰隊系列》誕生的電影作品。
- 本作繼《劇場版 假面騎士Decade 全騎士 VS 大修卡》、《OOO·電王·All Riders Let's Go 假面騎士》、《假面騎士×超級戰隊 超級英雄大戰》、《假面騎士×超級戰隊×宇宙刑事 超級英雄大戰Z》及《平成騎士對昭和騎士 假面騎士大戰 feat.超級戰隊》後歷代15位昭和假面騎士再度齊聚登場，亦是繼《假面騎士平成Generations Forever》及《劇場版 假面騎士ZI-O Over Quartzer》後全20位平成假面騎士再度齊聚登場。
- 本作是令和假面騎士與昭和假面騎士的首次聯動，亦是繼《劇場版 假面騎士ZI-O Over Quartzer》和《假面騎士令和The First Generation》之後令和假面騎士與平成假面騎士第三次於劇場版聯動。
- 本作繼《機界戰隊全開者 THE MOVIE 赤色戰鬥！全戰隊大集會！！》後，歴代45位《超級戰隊系列》主役紅色戰士再次齊聚登場。
- 飾演首部《假面騎士》變身者「本鄉猛/假面騎士1號」的演員藤岡弘繼《平成騎士對昭和騎士 假面騎士大戰 feat.超級戰隊》及《假面騎士1號》後再度登場[8]。
- 飾演《假面騎士ZI-O》「假面騎士ZI-O/常磐莊吾」的演員奧野壯以及飾演《假面騎士ZERO-ONE》「假面騎士ZERO-ONE/飛電或人」的演員高橋文哉繼劇場版《假面騎士令和The First Generation》後，兩人再度同台演出[9]。
- 於《假面騎士聖刃》本篇第44章登場，由橫田真悠飾演的露娜（成人姿態）將於本作率先登場[10]。
- 《非公認戰隊秋葉原連者》在本作以戰隊齒輪的方式客串演出[11]。
- 下部系列作亦作為《假面騎士系列》誕生50週年紀念作的《假面騎士REVICE》的兩位主角假面騎士REVI及VICE於本作先行登場，包括其在內共85名[12][13]。

### 各作品關聯性
- 本作時間點大約在《假面騎士聖刃》本篇第43-44章[14]與《機界戰隊全開者》本篇第20-21界左右。

## 故事概要
在極北基地遙遠的上空，存在於太空衛星軌道的禁地——阿加斯蒂亞基地，其內封印的一本危險的禁書被解放，假面騎士的世界，超級戰隊的世界，以及現實世界，現實與故事的境界因而產生崩壞。
理應存在《假面騎士聖刃》中的神山飛羽真、須藤芽依和尤里竟然來到《機界戰隊全開者》的世界；存在《機界戰隊全開者》中的五色田介人、牙昂、魔法努、布魯恩和小赤則出現在《假面騎士聖刃》的世界當中。
與一位拿着畫筆和畫冊，掌握一切關鍵的「謎之少年」一起，飛羽真一行人與介人一行人展開了與歷代英雄們的共鬥。
解放禁書，被譽為「最強的敵人」——阿斯莫德的真正目的是什麼？
他們挺身而出。
一切，都是為了這一天——
超級英雄誕生的秘密，現正揭曉！

## 故事背景＆用語
阿加斯蒂亞基地
原文： / 
於《假面騎士聖刃》的世界中，位於極北基地遙遠上空，宇宙衛星軌道上的禁地，禁地內封印著會影響世界境界，危險度S級的禁書，阿斯莫德為該禁地的守護者。
假面騎士之書
原文： / 
一系列記載假面騎士系列的内容的書籍，收納在阿加斯蒂亞基地內的書架上。
原先收錄了35冊書籍，然而在結尾時誕生出新的一冊，而新的一冊（第36冊）的內容則為接續的假面騎士系列作——《假面騎士REVICE》。
超級戰隊之書
原文： / 
一系列記載超級戰隊系列的内容的書籍，收納在阿加斯蒂亞基地内的書架上。
目前收錄了45冊書籍。
西遊記
原文：
介人與倫太郎及小赤誤入的世界。
本作中將此故事內容變化為三藏一行人奉守護真經的魔王的命令尋找到失落的真經。
八犬傳
原文：
飛羽真與芽依及朱蘭來到的世界。
本作中將此故事內容變化為陷入困境的里見家藉由尋找八位帶著書的犬士來復興家族。

## 登場人物

### 《假面騎士聖刃》原主要人物
神山飛羽真（內藤秀一郎飾／台灣CV：蔣鐵城／香港CV：簡懷甄）
假面騎士聖刃第二任和假面騎士十聖刃的變身者。
在「八犬傳」的世界，與須藤芽依及朱蘭三人遇上了歴代英雄們，與歴代的英雄及朱蘭一同成為了八犬士，於「八犬傳」的世界中擊退了騎士惡徒。
新堂倫太郎（山口貴也飾／台灣CV：孟慶府／香港CV：林筠翔）
假面騎士Blades第二任的變身者。

須藤芽依（川津明日香飾／台灣CV：劉如蘋／香港CV：羅婉楓）
富加宮賢人（青木瞭飾／台灣CV：賈文安／香港CV：袁德基）
假面騎士Espada第二任的變身者。

尾上亮（生島勇輝飾／台灣CV：黃天佑／香港CV：伍博民）
假面騎士Buster第二任的變身者。

緋道蓮（富樫慧士飾／台灣CV：賈文安／香港CV：樂家焜）
假面騎士劍斬第二任的變身者。

大秦寺哲雄（岡宏明飾／台灣CV：孟慶府／香港CV：黃尉斯）
假面騎士Slash的變身者。

尤里（市川知宏飾／台灣CV：黃天佑／香港CV：鄧燦陽）
假面騎士最光的變身者。

神代玲花（安潔拉芽衣飾／台灣CV：穆宣名／香港CV：李詩婷）
假面騎士Sabela的變身者。

神代凌牙（庄野崎謙飾／台灣CV：蔣鐵城／香港CV：蔡威賢）
假面騎士Durendal的變身者。

蘇菲亞（知念里奈飾／台灣CV：劉如蘋／香港CV：馮詠恩）
真理之劍的管理者。

### 《機界戰隊全開者》原主要人物
五色田介人（駒木根葵汰飾／台灣CV：江志倫／香港CV：陳灝瑋）
全開凱撒的變身者。

侏蘭（淺沼晉太郎聲／台灣CV：陳彥鈞／香港CV：陳卓智）
全開侏蘭的變身者。
在「八犬傳」的世界，與須藤芽依及神山飛羽真三人遇上了歴代英雄們，與歴代的英雄及神山飛羽真一同成為了八犬士，於「八犬傳」世界中擊退了騎士惡徒。
獅王（梶裕貴聲／台灣CV：賈文安／香港CV：李凱傑）
全開獅王的變身者。

瑪吉納（宮本侑芽聲／台灣CV：穆宣名／香港CV：羅孔柔）
全開瑪吉納的變身者。

布魯恩（佐藤拓也聲／台灣CV：孟慶府／香港CV：劉奕希）
全開布魯恩的變身者。

佐克斯·戈爾德茨卡（增子敦貴飾／台灣CV：陳彥鈞／香港CV：鄧燦陽）
痛快凱撒的變身者。

五色田八手（榊原郁恵飾／台灣CV：穆宣名）
五色田介人的祖母。

小赤（福圓美里聲／台灣CV：劉如蘋）
介人的寵物機械鳥，擁有說話的能力。

### 歷代騎士
本鄉（藤岡弘飾／台灣CV：陳彥鈞）
假面騎士1號的變身者。

桃太洛斯（關俊彥聲／台灣CV：陳彥鈞）
假面騎士電王 Sword Form的變身者。
於「西遊記」的世界成為了取得聖經的一行人。
浦太洛斯（遊佐浩二聲／台灣CV：賈文安）
金太洛斯（寺杣昌紀聲／台灣CV：黃天佑）
龍太洛斯（鈴村健一聲／台灣CV：江志倫）
逢魔ZI-O（小山力也聲／台灣CV：蔣鐵城／香港CV：簡懷甄）
於「西遊記」的世界成為了引導桃太洛斯一行人取得聖經的魔王，要求五色田介人與新堂倫太郎兩人一同協助成為「西遊記」主角的桃太洛斯一行人一同取得聖經。
常磐莊吾（奧野壯飾／台灣CV：蔣鐵城／香港CV：譚禹晋）
假面騎士ZI-O的變身者。
於「西遊記」的世界，遇上了成為「西遊記」主角的桃太洛斯一行人、以及五色田介人新堂倫太郎等人，一同齊心協力並肩作戰擊退了戰隊梅基多。
飛電或人（高橋文哉飾／台灣CV：賈文安／香港CV：林筠翔）
假面騎士ZERO-ONE的變身者。
在「八犬傳」世界與神山飛羽真及朱蘭與歴代的英雄一同成為了八犬士，一同並肩作戰，擊退了騎士惡徒。

### 歷代騎士原主要人物
鴻上光生（宇梶剛士飾／台灣CV：賈文安／香港CV：鄧肇基）
原作《假面騎士OOO》中，鴻上基金會的會長。
在假面騎士REVI及假面騎士VICE登場時拿著生日蛋糕，祝賀著《假面騎士系列》50週年紀念作《假面騎士REVICE》的誕生。
車長（石丸謙二郎飾／台灣CV：蔣鐵城／香港CV：盧傑）
原作《假面騎士電王》中，電列車的車長。

### 歷代戰隊成員
高奇·古魯加（稻田徹聲／台灣CV：賈文安）
《特搜戰隊刑事連者》中的刑事先鋒。
谷千明（鈴木勝吾飾／台灣CV：孟慶府）
《侍戰隊真劍者》中的真劍綠。
拉普達283（M.A.O聲／台灣CV：穆宣名）
《宇宙戰隊九連者》中的天鷹粉紅。
蕭龍波（神谷浩史聲／台灣CV：黃天佑）
《宇宙戰隊九連者》中的天龍司令。
押切時雨（水石亜飛夢飾／台灣CV：賈文安）
《魔進戰隊煌輝者》中的煌輝藍。

### 本作登場人物
石之森章太郎（いしのもり・しょうたろう）（鈴木福飾／台灣CV：江志倫／香港CV：陳浩鈿）
經常用畫筆和素描簿來寫生的少年，本作的關鍵人物。
其真實身份為《假面騎士系列》與《超級戰隊系列》的原創作者－石之森章太郎。
阿斯莫德（谷田歩飾／台灣CV：黃天佑／香港CV：譚漢華）
本作反派，原阿加斯蒂亞基地禁書庫守護者，也是假面騎士和超級戰隊中力量最強的敵人。
《機界戰隊全開者》第20界中，率先以被封印時的姿態呈現在阿加斯蒂亞基地，後被解封。
將章太郎從現實世界帶至書中世界，幫助他找尋想要畫的英雄，但實際上是讓章太郎失去對超級英雄的創造力，進而藉由他來抹除超級英雄的存在。
露娜（成年）（横田真悠飾／台灣CV：穆宣名／香港CV：莫曉晴）
原《假面騎士聖刃》的角色——露娜成人的姿態。

### 《假面騎士REVICE》
五十嵐一輝（前田拳太郎聲／台灣CV：孟慶府／香港CV：黃尉斯）
假面騎士REVI的變身者。
在阿斯莫德率領怪物與歴代英雄戰鬥的同時，與假面騎士VICE一同出現在了飛羽真及介人和章太郎等人的面前，與假面騎士VICE一同將阿斯莫德擊退。
拜斯（木村昴聲／台灣CV：陳彥鈞／香港CV：何家裕）
假面騎士VICE的變身者，五十嵐一輝體內所寄宿的惡魔。
在阿斯莫德率領怪物與歴代英雄戰鬥的同時，與假面騎士REVI一同出現在了飛羽真及介人和章太郎等人的面前，與假面騎士REVI一同將阿斯莫德擊退。

## 本作登場限定假面騎士

### 假面騎士聖刃
變身者：神山飛羽真（替身演員：淺井宏辅、CV：內藤秀一郎）
原文： / Kamen Rider SABER

#### 形態
| 形態名稱                     | 簡介 | 外觀                                                   | 能力                                   | 必殺技                                                 |
| Superhero Senki 超級英雄戰記 | 原文： Seiken Swordriver 搭配 Superhero Senki Wonder Ride Book（右） 變身的形態。 身高：221.0cm 體重：107.2kg 拳擊力：68.0t 踢擊力：117.3t 跳躍力：120.9m 行動速度：100m / 0.5秒 | 全身以白、紅、藍、金為主。外甲改自龍之騎士和全界凱撒。 | 集合37位假面騎士和46支超級戰隊的力量。 | 超級英雄必殺斬 原文： 該型態所屬的必殺技（騎士劍技）。 |

## 本作登場怪人
- 阿斯莫德

原文：
身高：不明
體重：不明
特色 / 能力：二刀流劍技 / 龍形態變化
CV：谷田歩
阿斯莫德的怪人型態。
除了使用裝備的兩把劍釋放劍氣攻擊外，還能釋放藍色火焰的氣場將敵人的攻擊消除，在吞噬周圍的巨大兵器群後變化成巨大龍姿態。
- 戰隊梅基多

原文：
身高：不明
體重：不明
特色 / 能力：使用齒輪狀刀刃的劍攻擊。
CV：佐佐木功
阿斯莫德創造的怪人，外型類似全界凱撒。
裝備齒輪狀刀刃的劍進行戰鬥。
- 騎士惡徒

原文：
身高：不明
體重：不明
特色 / 能力：使用棒狀武器「釘拔刀」進行痛擊。
CV：谷中敦
阿斯莫德創造的怪人，外型類似假面騎士聖刃。
使用棒狀武器「釘拔刀」進行戰鬥。

## 本作限定登場道具

### 變身道具
- 超級英雄戰記奇跡駕馭書

原文： / SUPERHERO SENKI WONDER RIDE BOOK
寄宿著有50年歷史的假面騎士之力和有45部歷史的超級戰隊之力的繪本型奇跡駕馭書，也是假面騎士聖刃變身成進化形態的道具。
搭配聖劍 SWORD驅動器的變身音效為「烈火拔刀！為了隨時守護重要的事物，由正義所編織的勝利歷史！超級英雄戰記！」
（日文：「烈火抜刀！どんな時も大切なものを守る為、正義が紡ぐ勝利の歴史！スーパーヒーロー戦記！」）
變身的說明為「只要時代需要，英雄必定出現！」
（日文：「時代が望む限り、ヒーローは必ず現れる！」）
按壓驅動器上的奇跡駕馭書展開的頁面進入必殺技待機狀態，音效為「超級英雄必殺讀破！」；再次按壓頁面發動必殺技的音效為「超級英雄必殺擊！HERO IS FOREVER! 」；拔刀發動必殺技的音效為「烈火拔刀！超級英雄必殺斬！（烈火抜刀！スーパーヒーロー必殺斬り！）HERO IS FOREVER! 」

#### 奇跡駕馭書（Wonder Ride Book）
| 英文名稱        | 日文名稱             | 中文名稱     | 書籍類型 | 書籍屬性 | 書籍介紹文                        | 音效 | 能力                                  | 備註                               |
| --------------- | -------------------- | ------------ | -------- | -------- | --------------------------------- | --- | ------------------------------------- | ---------------------------------- |
| Superhero Senki | スーパーヒーロー戦記 | 超級英雄戰記 | 神獸     | 多重     | 跨越時代持續戰鬥的英雄們的故事…。 | 二次翻閱音效為：「英雄是不會褪色的！英雄是永恆的！ （ヒーローは色褪せない！ヒーローは永遠なり！）」 綴詞音效為「傳說的神獸！ （伝説の神獣！）」 | 變身或轉換形態。 聖刃：超級英雄戰記。 | 書內記載著『超級英雄戰記』的傳承。 |

- 戰隊齒輪（センタイギア，SENTAI GEAR）

| 戰隊編號 | 名稱                                                      | 超級戰隊（Super Sentai） | 能力                                                                      | 登場話數   | 備註                                             |
| -------- | --------------------------------------------------------- | ------------------------ | ------------------------------------------------------------------------- | ---------- | ------------------------------------------------ |
| 非       | 秋葉原連者齒輪 （アキバレンジャーギア，Akibarenger Gear） | 非公認戰隊秋葉原連者     | 壓縮著『非公認戰隊秋葉原連者』的力量。 全開凱撒：對敵人強制發動死亡flag。 | 聯動劇場版 | 正面為『秋葉紅』圖樣，背面為『秋葉原連者』標誌。 |

## 樂曲

### 主題曲
「SPARK」
- 演唱：大森はじめ
- 作曲：沖祐市
- 作詞：谷中敦
- 編曲：東京斯卡樂園

## 製作人員
- 原作 - 石之森章太郎 & 八手三郎
- 導演 - 田崎龍太
- 劇本 - 毛利亘宏

## 外部連結
- 聯動劇場版官方網站 （页面存档备份，存于）
- 假面騎士聖刃 + 機界戰隊全開者 超級英雄戰記的X（前Twitter）
- 互联网电影数据库（IMDb）上《假面騎士聖刃 + 機界戰隊全開者 超級英雄戰記》的资料（英文）